# Championnat de France de rugby à XV 1962-1963
Navigation
1961-1962 1963-1964
Le championnat de France de rugby à XV de première division 1962-1963 a été disputé par 56 équipes groupées en 7 poules. À l'issue de la phase qualificative, les quatre premières équipes de chaque groupe et les quatre meilleures équipes classées cinquièmes sont qualifiés pour les 1/16e de finale. L'épreuve se poursuit ensuite par élimination sur un match à chaque tour.
Le Stade montois a remporté le championnat après avoir battu l'US Dax en finale. Pour la première fois depuis 1934, la finale oppose deux équipes du même département, ici deux équipes landaises.

## Contexte
Le Tournoi des Cinq Nations 1963 est remporté par l'Angleterre, la France termine deuxième.
Le Challenge Yves du Manoir est remporté par le SU Agen qui bat le CA Brive par 11 à 0.

## Phase de qualification
Le nom des équipes qualifiées pour les 16e de finale est en gras.
| - SU Agen - Stade dijonnais - CA Lannemezan - La Voulte sportif - US Marmande - USA Perpignan - SA Saint-Sever - Stade bordelais UC | - SC Angoulême - AS Béziers - Biarritz olympique - CA Brive - RC Chalon - USA Limoges - TOEC - RC Vichy                                    | - SC Albi - Aviron bayonnais - FC Lourdes - SC Mazamet - US Montauban - Paris université club - Stade toulousain - Tyrosse RCS |
| - Stade aurillacois - US Dax - CAO Espéraza (Espéraza) - US Romans - Stade montois - RC Narbonne - RC Toulon - CS Vienne            | - Stade beaumontois - Castres olympique - SO Chambéry - Lyon OU - CA Périgueux - Racing club de France - FC Saint-Claude - Stade rochelais | - FC Auch - Cahors rugby - US Carmaux - US Cognac - CO Le Creusot - SC Graulhet - AS Montferrand - Valence sportif             |
| - CA Bègles - GS Figeac - US Foix - FC Grenoble - Section paloise - Saint-Girons SC - Stadoceste tarbais - SC Tulle                 | | |

## Seizièmes de finale
Les équipes dont le nom est en caractères gras sont qualifiées pour les huitièmes de finale.
| Équipe 1           | Équipe 2              | Résultat |
| ------------------ | --------------------- | -------- |
| Stade montois      | CS Vienne             | 17-11    |
| Biarritz olympique | CA Brive              | 8-3      |
| RC Chalon          | SU Agen               | 12-3     |
| RC Vichy           | CA Bègles             | 11-0     |
| FC Lourdes         | SC Mazamet            | 14-6     |
| Stadoceste tarbais | Paris université club | 8-0      |
| Cahors rugby       | Castres olympique     | 25-6     |
| Stade bordelais UC | Stade toulousain      | 9-6      |
| US Dax             | Stade aurillacois     | 21-3     |
| RC Toulon          | Racing CF             | 21-14    |
| SO Chambéry        | SC Graulhet           | 17-9     |
| La Voulte sportif  | Lyon OU               | 11-3     |
| FC Grenoble        | CA Lannemezan         | 10-6     |
| SC Tulle           | CA Périgueux          | 12-5     |
| AS Béziers         | Section paloise       | 6-3      |
| FC Auch            | AS Montferrand        | 12-6     |

Le SU Agen, premier club français à l’issue des matchs de poules et champion de France sortant et futur vainqueur du Challenge Yves du Manoir, est éliminé dès les seizièmes de finale par Chalon.

## Huitièmes de finale
Les équipes dont le nom est en caractères gras sont qualifiées pour les quarts de finale.
| Équipe 1      | Équipe 2           | Résultat |
| ------------- | ------------------ | -------- |
| Stade montois | Biarritz olympique | 14-6     |
| RC Chalon     | RC Vichy           | 6-0      |
| FC Lourdes    | Stadoceste tarbais | 12-3     |
| Cahors rugby  | Stade bordelais UC | 3-0      |
| US Dax        | RC Toulon          | 8-3      |
| SO Chambéry   | La Voulte sportif  | 6-5      |
| FC Grenoble   | SC Tulle           | 22-3     |
| AS Béziers    | FC Auch            | 11-6     |

## Quarts de finale
Les équipes dont le nom est en caractères gras sont qualifiées pour les demi-finales.
| Équipe 1      | Équipe 2     | Résultat |
| ------------- | ------------ | -------- |
| Stade montois | RC Chalon    | 9-3      |
| FC Lourdes    | Cahors rugby | 3-0      |
| US Dax        | SO Chambéry  | 6-5      |
| FC Grenoble   | AS Béziers   | 9-3      |

## Demi-finales
| Équipe 1      | Équipe 2    | Résultat |
| ------------- | ----------- | -------- |
| Stade montois | FC Lourdes  | 9-8      |
| US Dax        | FC Grenoble | 5-0      |

## Finale
| Équipes        | Stade montois - US Dax |
| Score          | 9-6 |
| Date           | 2 juin 1963 |
| Stade          | Parc Lescure, Bordeaux |
| Arbitre        | Albert Capelle |
| Les équipes    | |
| Stade montois  | Pierre Cazals, Bernard Cès, Jean-Baptiste Amestoy, Paul Tignol, Guy Urbieta, Gilbert Hillcock, Bernard Couralet, Fernand Martinez, Pierre Lestage, Alain Caillau, André Caillau, André Boniface, Guy Boniface, Christian Darrouy, Jacques Gourgues       |
| US Dax         | André Berilhe, Léon Berho, Christian Lassère, Jean-Claude Labadie, Marcel Cassiède, Bernard Dutin, Gaston Dubois, Claude Contis, Jean-Claude Lasserre, Pierre Albaladejo, Raymond Albaladejo, Jacques Bénédé, Henri Willems, Claude Darbos, Claude Barbe |
| Points marqués | |
| Stade montois  | 1 pénalité de A.Boniface, 2 drops de A.Boniface et Lestage |
| US Dax         | 1 essai de J.C.Lasserre, 1 pénalité de P.Albaladejo |

La finale de 1963 constitue l'une des plus célèbres confrontations entre les clubs du Stade montois et l'US Dax. Au lendemain des victoires en demi-finale contre Grenoble et Lourdes, le journal régional Sud Ouest qui couvre l’événement titre sur son édition sport du 20 mai « Le rugby landais est champion de France ». Hasard du calendrier, alors que la finale est organisée à tour de rôle entre Bordeaux, Lyon et Toulouse, c'est dans la capitale aquitaine voisine qu'elle se déroule cette année. Le match est entre autres marqué par une affluence record de plus de 30 000 spectateurs obligeant les organisateurs à installer des chaises de fortune sur la piste du vélodrome, la disparition des ballons en début de rencontre, un essai litigieux accordé aux Dacquois ainsi qu'un refusé pour les Montois, la blessure de Darrouy et le KO de Berilhe sur coup de poing de Cazals, le drop final de Lestage et la météo capricieuse, passant d'une chaleur estivale étouffante à un orage accompagné d'averses et de grêle. Le Stade montois remporte cette finale sur le score étriqué de 9-6, témoignant d'un match rude, ponctué de trop rares éclats.
C'est la première et seule victoire en finale du Stade montois après trois échecs, ainsi que la troisième défaite consécutive en finale pour l'US Dax.